# Yuva, Kemaliye
Yuva là một xã thuộc huyện Kemaliye, tỉnh Erzincan, Thổ Nhĩ Kỳ. Năm 2010, dân số là 32.